# Pokratický potok
Pokratický potok je pravostranný přítok řeky Labe, který odvodňuje malé území na jižním úpatí Českého středohoří v okrese Litoměřice. Délka toku od pramene k ústí činí 7,2 km. Jedná se o vodní tok 2. řádu.

## Popis toku
Pokratický potok pramení při samém okraji Českého středohoří na jižním úpatí Dlouhého vrchu v nadmořské výšce přes 580 metrů nedaleko Nového Dvora. Východně od Lbína do něho přitéká několik pravostranných bezejmenných toků. Poté protéká mezi vsí Skalice a rekreačním střediskem Mentaurov stále na jih, směrem k chráněnému území Bílé stráně. Potok zde tvoří převážně opuka a čedič. Dnes v této části podél toku vede turisticky značená cesta hojně navštěvována výletníky z nedalekých Litoměřic. V 16. století se zde pokoušeli zdejší obyvatelé najít zlato, ale bez úspěchu. Od potoka směrem na Bílé stráně dochází k sekundární sukcesi území, jedná se o celý dolní tok Pokratického potoka, který zarůstá převážně jasanem a topolem osikou. Brzy na jaře roste v této části toku květena typická pro lužní les jako je jaterník podléška, sasanka hajní, sasanka pryskyřníkovitá, violka vonná a prvosenka jarní. Potok následně protéká Pokratickým rybníkem směrem k bývalé obci Pokratice, které jsou dnes součástí města Litoměřice a po níž potok získal svůj název. Zde v minulosti stávalo několik mlýnů, dnes již zaniklých a nebo využívaných k rekreačním účelům. Potok se zde dostává do zděného koryta vystavěném v 30. letech 20. století poté, co způsobil značné povodňové škody v roce 1929. Tok dále protéká panelovým sídlištěm, poblíž železničního nádraží protéká pod rušnou křižovatkou s železničním přejezdem a o kus níže vtéká do tunelu a je veden pod starou části Litoměřic. Tunel jej dovede až k ústí, kde se stává nedaleko Střeleckého ostrova pravostranným přítokem Labe.

## Mlýny
- Štampův mlýn – Pokratice
- Barokní mlýn v Litoměřicích – Jarošova, Litoměřice, kulturní památka

## Fotogalerie

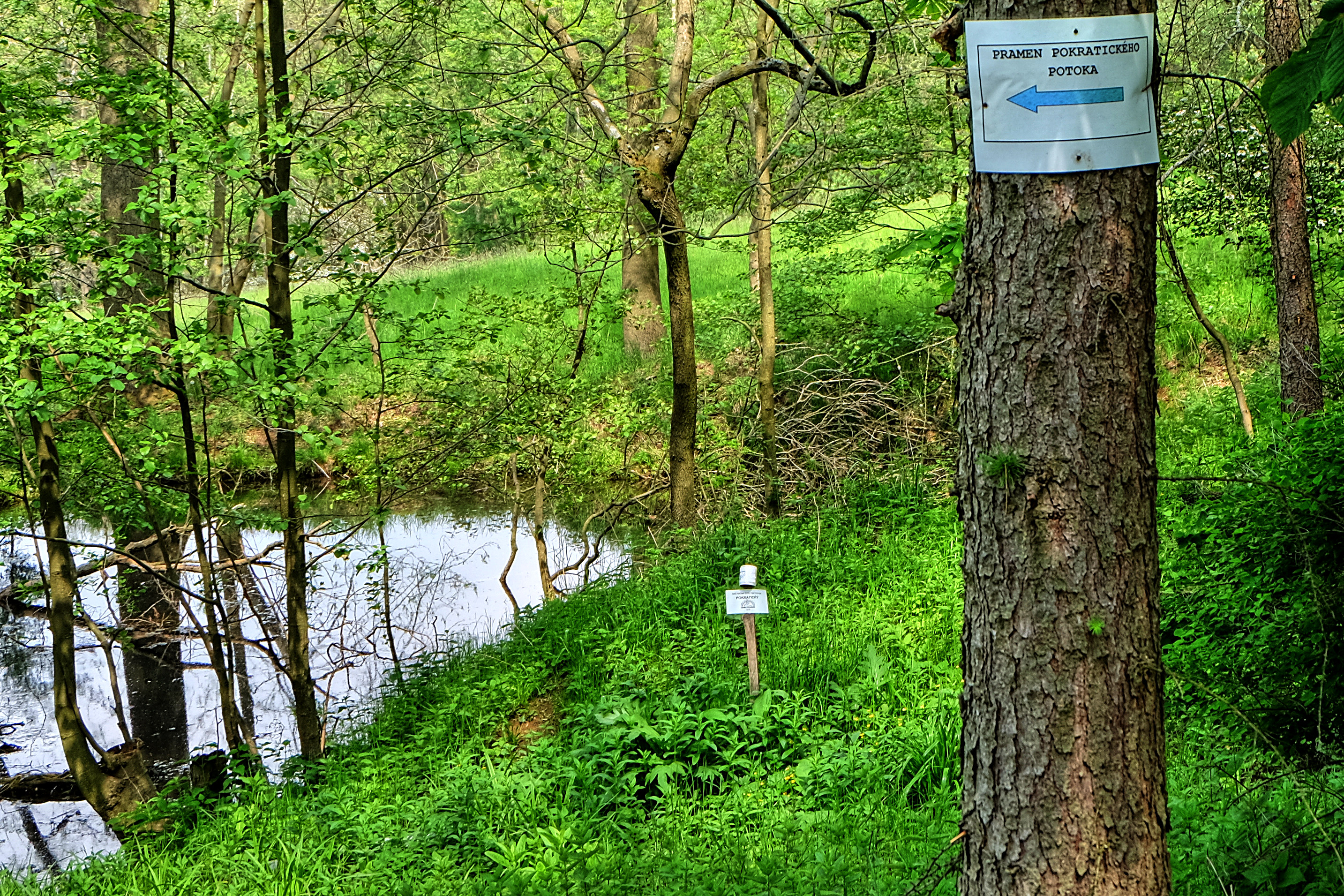
Pramen potoka
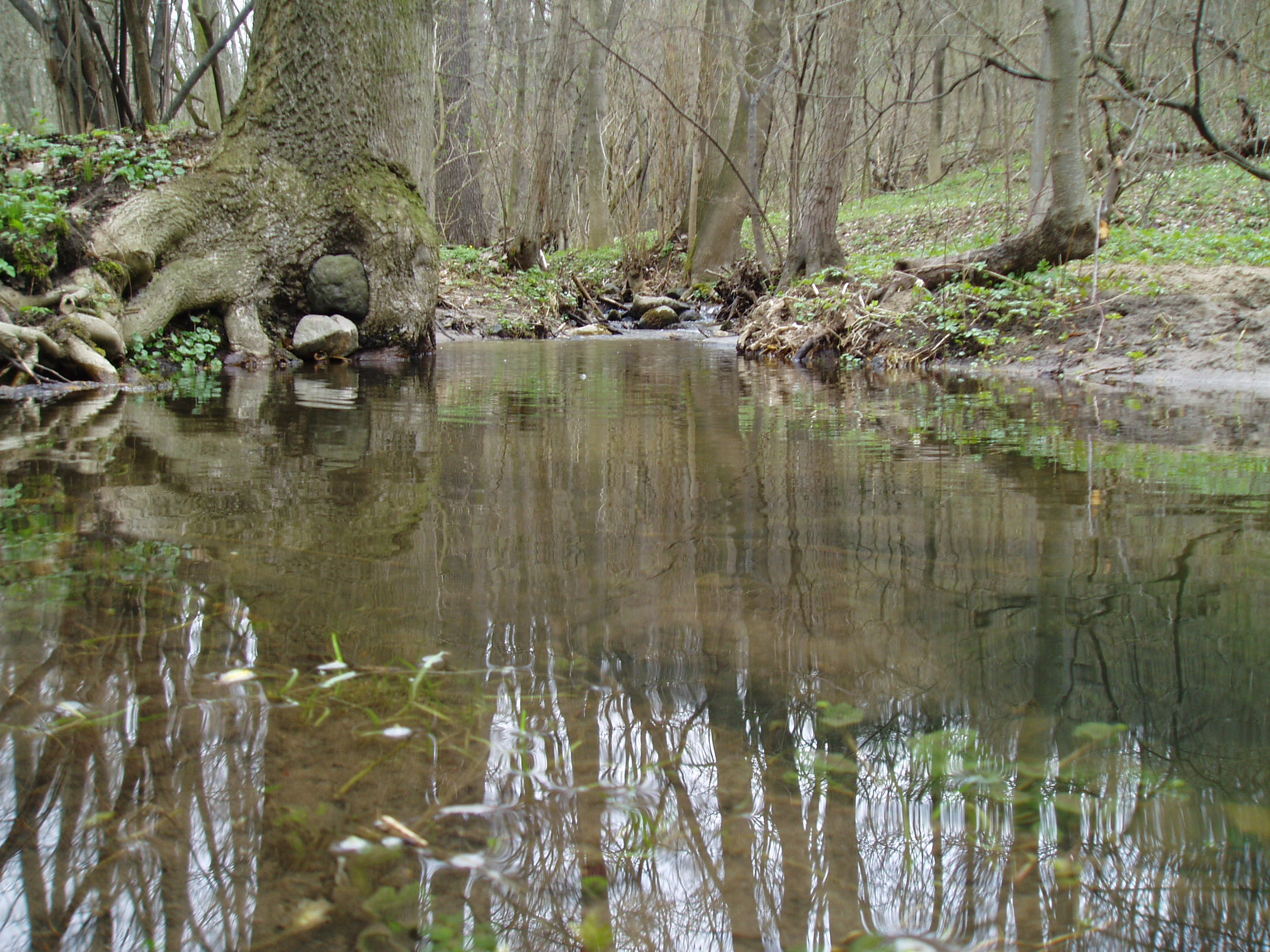
Pokratický potok pod Bílou strání v místech kde se v minulosti pokoušeli najít zlato
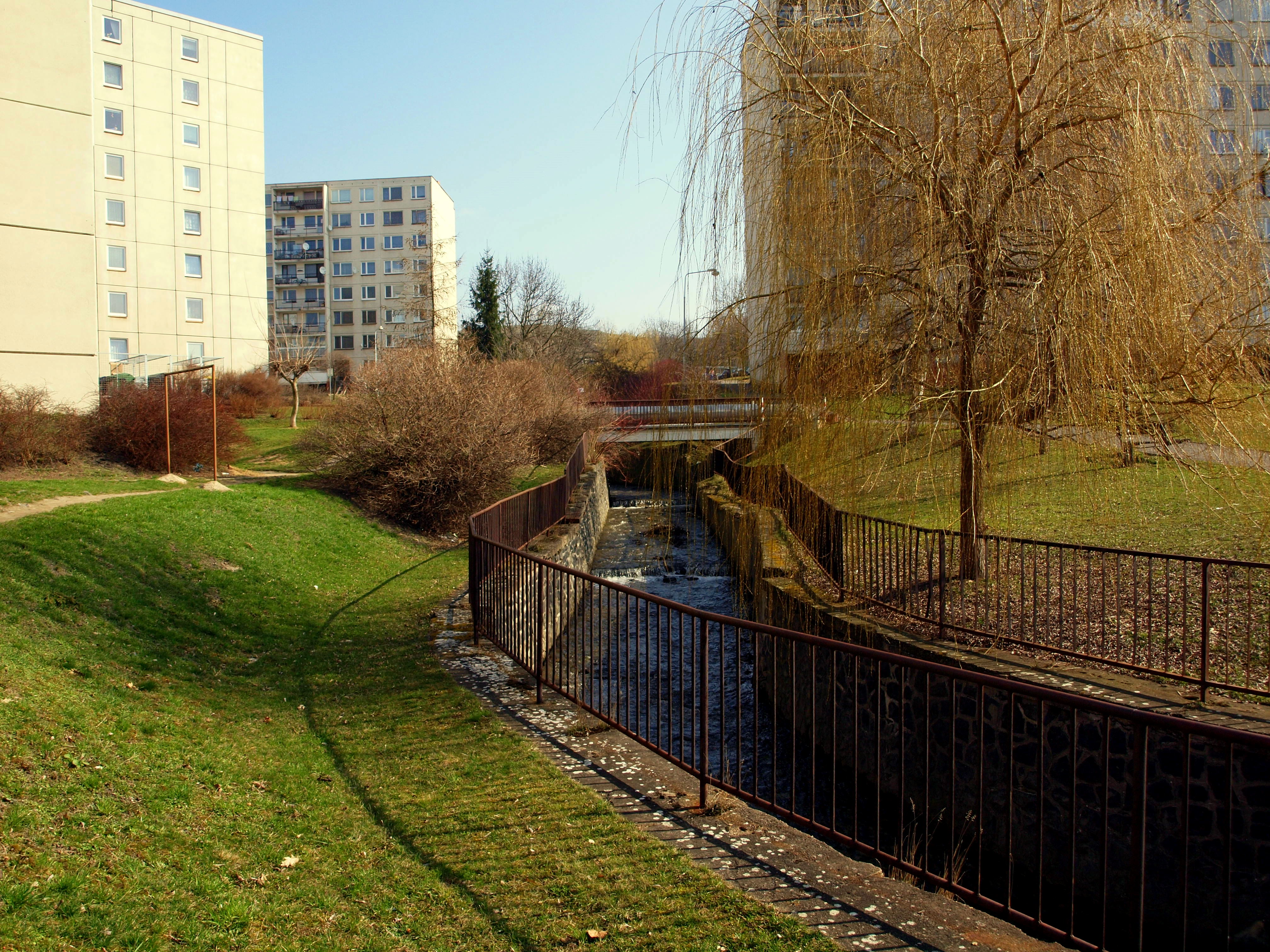
Pokratický potok ve zděném korytě vystavěném ve 30. letech 20. století
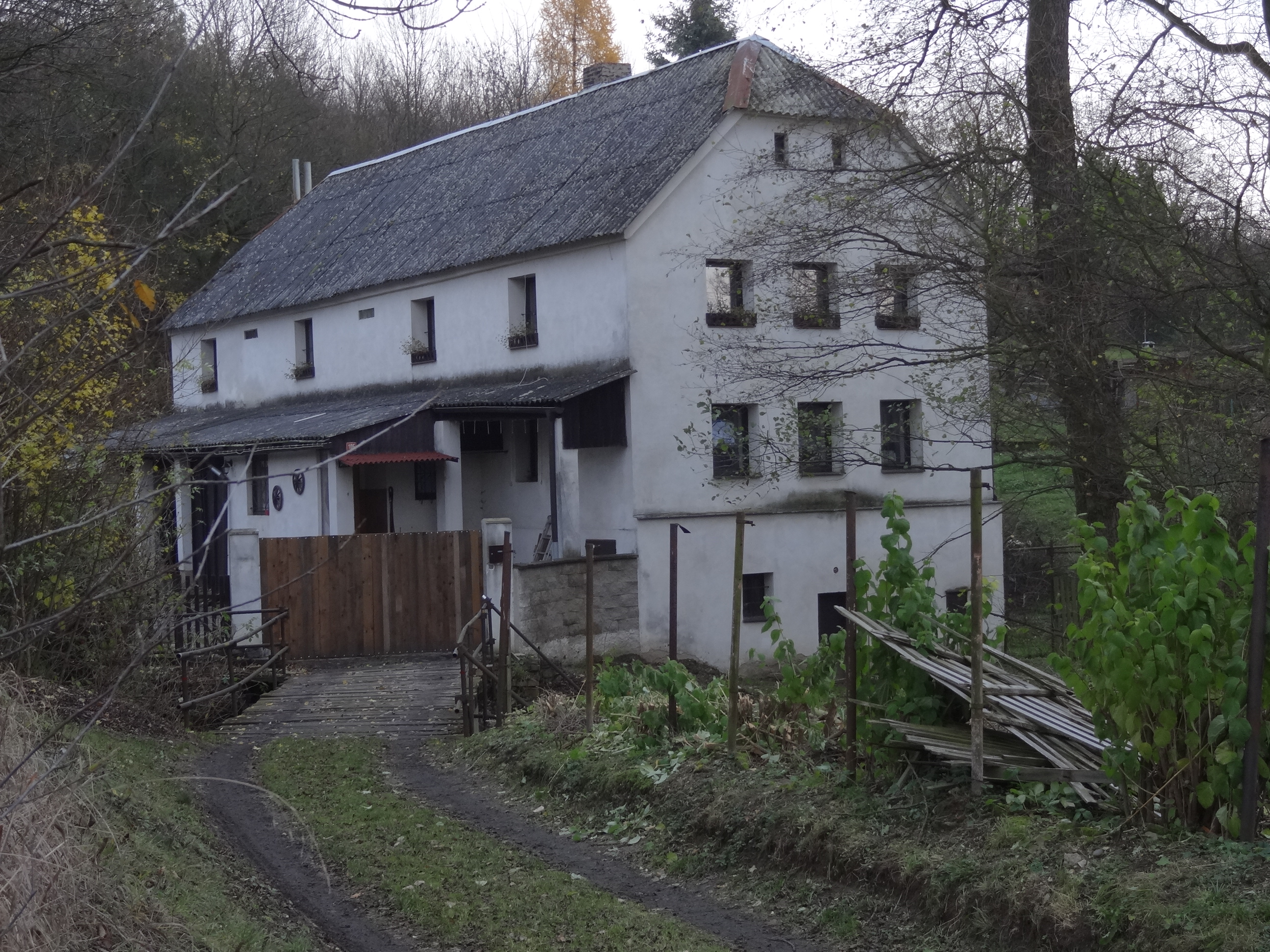
Štampův mlýn
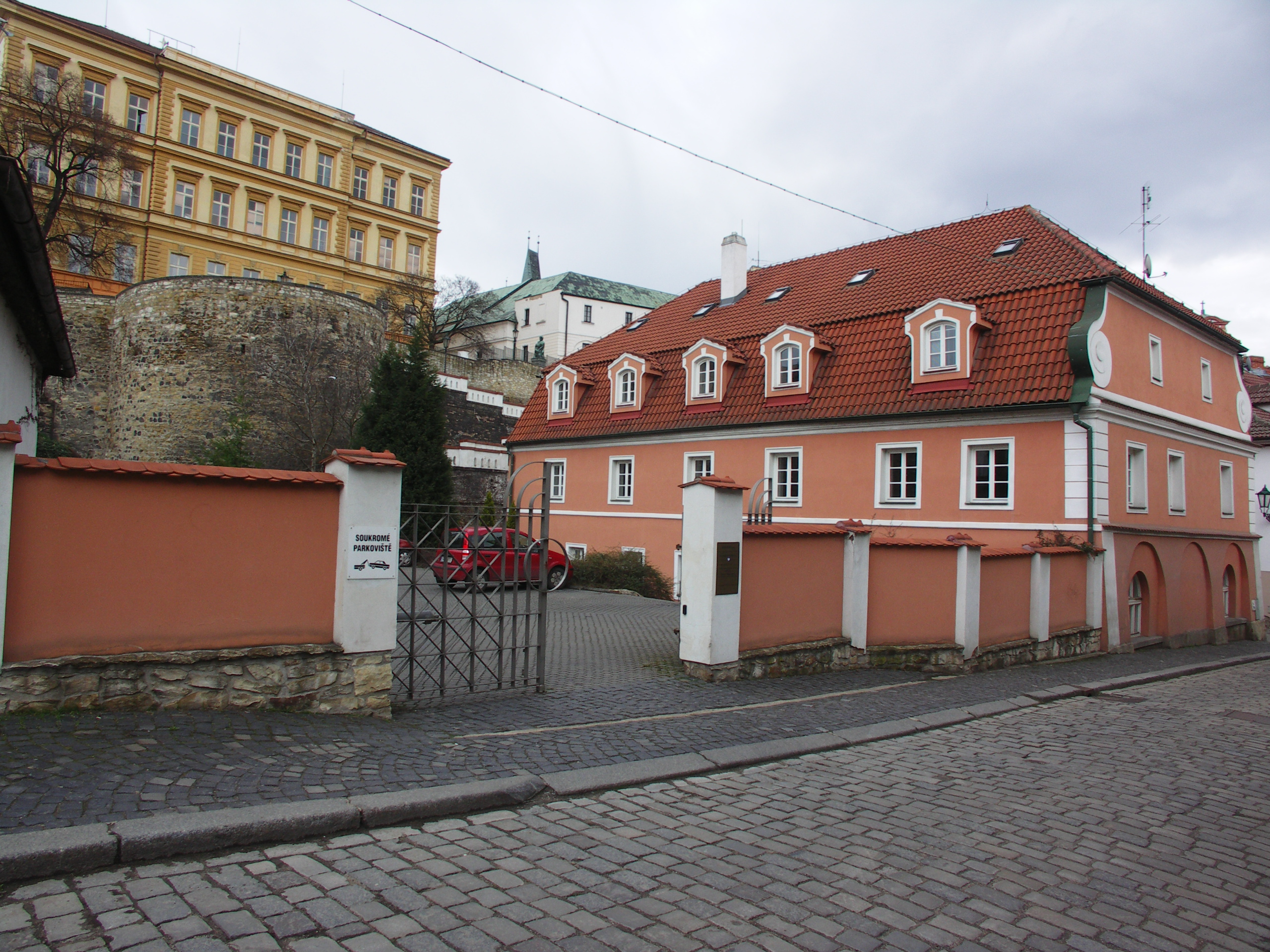
Barokní mlýn v Litoměřicích